# Protocol Independent Multicast

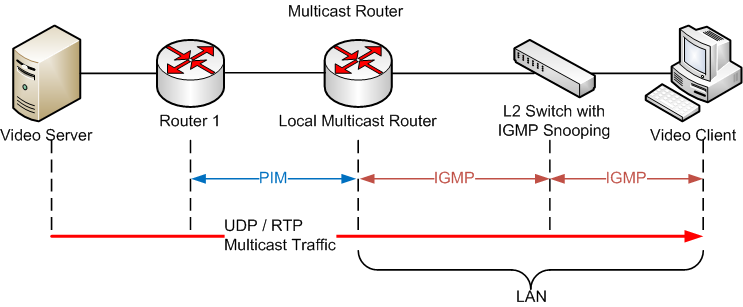
Exemple d'utilisation de protocole PIM dans une architecture réseau.

Protocol-Independent Multicast (PIM) est une famille de protocoles de routage IP multicast qui permet la diffusion vers un groupe d'hôtes. PIM est dit Protocol-Independent car il base ses décisions de routage sur la topologie établie par d'autres protocoles comme BGP.
Il existe quatre variantes de PIM :
- PIM Sparse Mode (PIM-SM)[1], qui construit des arbres partagés unidirectionnels basés sur un point de rendez-vous (RP), et créé éventuellement un arbre SPF par source. PIM-SM convient bien pour les applications à travers des liens à longue distance[2]. Voir RFC 4601.
- PIM Dense Mode (PIM-DM) utilise le routage multicast dense. Il diffuse par défaut les paquets à travers le domaine jusqu'à ce que des messages de pruning indiquent qu'aucun client n'est intéressé par le groupe en aval. PIM-DM s'adapte en général assez mal à la hausse de la charge et est utilisé dans des domaines restreints. Voir RFC 3973.
- PIM bidirectionnel construit explicitement des arbres bi-directionnels partagés. Il ne construit jamais d'arbre SPF et peut donc aboutir à des délais plus importants que PIM-SM mais s'adapte mieux à la hausse de la charge car il n'a pas besoin de conserver d'état lié à la source. Voir RFC 5015.
- PIM source-specific multicast (PIM-SSM) construit des arbres dont la racine est une seule source, offrant un modèle plus robuste pour un type d'application limitée (typiquement le broadcast). Dans SSM, un datagramme est transmis par la source S vers une destination G et les clients y accèdent en souscrivant au canal (S, G). Voir RFC 3569.

PIM-SM est généralement employé dans les réseaux de télévision IP pour le routage entre les sous-réseaux.